# Simona Petru
Simona Petru, slovenska arheologinja, * 1961, Ljubljana.
Predava na Oddelku za arheologijo Filozofske fakultete Univerze v Ljubljani.